# 生駒市立真弓小学校
生駒市立真弓小学校（いこましりつ まゆみしょうがっこう）は、奈良県生駒市真弓1丁目にある公立小学校。

## 沿革
- 1977年（昭和52年）
  - 4月1日 - 生駒市立生駒北小学校から分離し、生駒市上町4400番地1号に開校。
  - 4月6日 - 開校式挙行。
  - 5月4日 - 体育館竣工。
  - 5月13日 - 育友会結成。
  - 7月10日 - プール完成。
  - 11月10日 - 第2期工事（本館）竣工。
- 1978年（昭和53年）
  - 2月17日 - 校歌と校章を制定し、発表会開催。
  - 5月4日 - 創立記念日を5月4日と決定。体育倉庫・運動所トイレ完成。
- 1979年（昭和54年）
  - 3月31日 - 第3期工事（北館）竣工、防球用フェンス完成。
  - 4月1日 - 新住居表示により生駒市真弓1丁目11番15号となる。
- 1980年（昭和55年）1月10日 - 中庭造園工事完了。
- 1981年（昭和56年）
  - 2月25日 - 学級園の整備。
  - 4月1日 - 生駒市立あすか野小学校を分離。
- 1982年（昭和57年）3月1日 - 中庭に観察池完成。
- 1986年（昭和61年）11月16日 - 創立10周年記念式典挙行し、記念講演・記念植樹・音楽発表会開催。
- 1988年（昭和63年）3月31日 - 運動場観覧席完成。
- 1990年（平成2年）6月1日 - 第4期工事（新館）竣工。
- 1994年（平成6年）4月6日 - 運動場にアスレチック完成。
- 1996年（平成8年）11月17日 - 創立20周年記念式典挙行し、音楽発表会開催。
- 1998年（平成10年）8月31日 - 西館大規模改修工事完成。
- 1999年（平成11年）8月31日 - 中館大規模改修工事完成。
- 2000年（平成12年）8月31日 - 南館大規模改修工事完成。
- 2006年（平成18年）5月31日 - 創立30周年記念式典挙行し、真弓フェスタ開催。
- 2007年（平成19年）4月1日 - 学校評議員制度とスクールボランティアを導入。
- 2010年（平成22年）3月1日 - 運動場遊具改修。
- 2011年（平成23年）8月1日 - 体育館耐震工事終了。
- 2012年（平成24年）6月1日 - AEDを体育館に設置。
- 2014年（平成26年）3月1日 - 体育館改修工事終了（床面と側面）。
- 2015年（平成27年）10月1日 - 多目的室改修工事終了。
- 2016年（平成28年）10月1日 - 創立40周年観劇会開催。
- 2017年（平成29年）8月1日 - トイレ改修工事。
- 2018年（平成30年）8月1日 - 体育館改修工事（屋根等）。

## 通学区域
- 上町、上町台、真弓1丁目、真弓2丁目、真弓3丁目、真弓4丁目、真弓南1丁目、真弓南2丁目、北大和1丁目、北大和2丁目、北大和3丁目、北大和4丁目、北大和5丁目[1]

※卒業後は基本的に生駒市立上中学校に進学する。

## 通学区域が隣接している学校
- 生駒市立あすか野小学校
- 生駒市立生駒台小学校
- 生駒市立生駒北小学校
- 生駒市立鹿ノ台小学校
- 奈良市立登美ヶ丘小学校
- 奈良市立二名小学校